# Молдотау
Молдотау, или Молдо-Тоо (кирг. Молдо тоо) — горный хребет во Внутреннем Тянь-Шане, в центральной части Кыргызстана, к югу от озера Сонкёль.
Хребет располагается в широтном направлении между долинами рек Кёкёмерен, Сонкёль и Нарын. Длина хребта составляет около 150 км. Самая высокая точка — 4185 м над уровнем моря. Состоит преимущественно из известняковых горных пород. На нижних участках склонов характерны горные степи и луга, выше — еловые леса и арчовники.